# Bitwa pod Zaborecznem

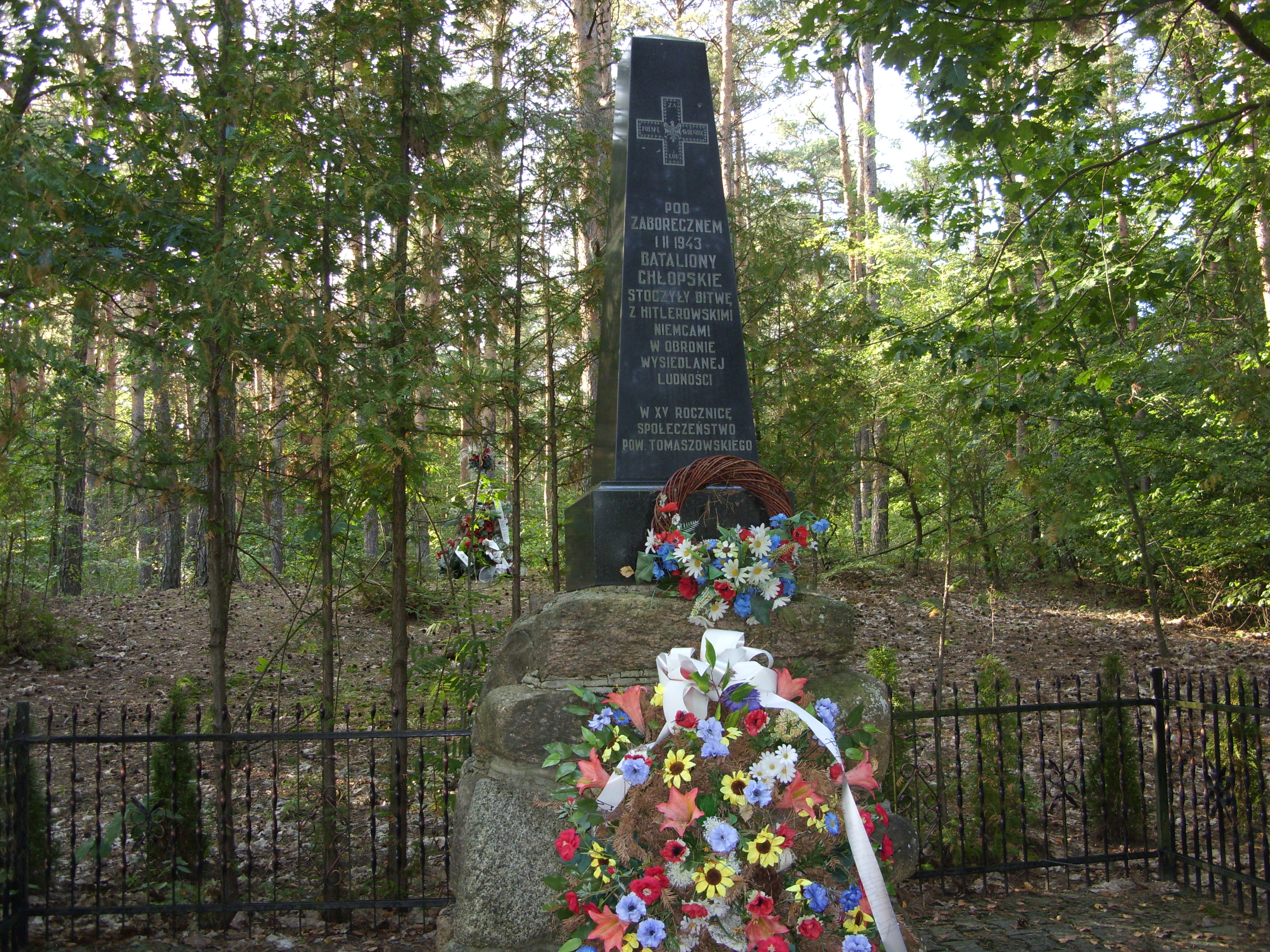
Pomnik w Zaborecznie upamiętniający bitwę (2020)

Bitwa pod Zaborecznem – bitwa partyzancka stoczona 1 lutego 1943 roku przez oddział Batalionów Chłopskich na terenie Zamojszczyzny w pobliżu wsi Zaboreczno w trakcie tak zwanego powstania zamojskiego. Celem starcia była obrona wsi przed pacyfikacją; w rezultacie bitwy Niemcy na pewien czas zaprzestali wysiedleń.

## Geneza
Na przełomie 1942 i 1943 roku, Niemcy zaczęli prowadzić wielką akcję wysiedleńczą, zwaną wysiedleniami Zamojszczyzny. Wywozili mieszkańców Zamojszczyzny i osiedlali osadników niemieckich. 
Dnia 26 stycznia 1943 roku pracownik poczty przechwycił wiadomość do komendanta policji w Tomaszowie Lubelskim informującą o planowanej pacyfikacji wsi Zaboreczno. Wiadomość ta została natychmiast przekazana do dowódcy oddziałów Batalionów Chłopskich, kapitana Franciszka Bartłomowicza. Pomimo oporów partyzantów, którzy obawiali się późniejszych represji ze strony Niemców, postanowił bronić wsi, jako że była to idealna okazja do zaskoczenia oddziałów niemieckich – znano dokładnie, co do godziny rozkazy niemieckie, z jednocześnie pełną świadomością, że Niemcy nic o planowanej zasadzce nie wiedzą.

## Bitwa
1 lutego 1943 roku o 8:00 rano oddziały niemieckie w sile około 600 ludzi dowodzone przez majora Ernsta Schweigera, dowódcę 1 Zmotoryzowanego Batalionu Żandarmerii ruszyły na Zaboreczno od strony wsi Niemirówek i Antoniówka. Partyzanci czekali w pobliskiej buczynie. Warunki pogodowe były sprzyjające obronie – na polach zalegało mnóstwo zmrożonego śniegu, przez które jednostkom niemieckim ciężko się było przedzierać, jednocześnie partyzanci dostali kategoryczny zakaz wychodzenia z lasu – na pustym polu byliby łatwym celem. Mimo że partyzanci słabo władali bronią i strzelali zwykle niecelnie, zadali olbrzymie straty przeciwnikom. Major Schweiger w raporcie, który napisał po bitwie, oceniał, że zostali zaatakowani przez 700–800 osobowy oddział, gdy naprawdę partyzantów było 250. Wychwalał w nim znakomite dowodzenie bitwą przez kapitana Franciszka Bartłomowicza (znał tylko jego pseudonim, „Grzmot”). Po południu, przegrywające oddziały niemieckie wezwały posiłki, które przybyły od strony Krynic, jednak i tam napotkały wielki opór partyzantów – kapitan „Grzmot” przewidział wszystkie możliwe posunięcia Niemców i obsadził kluczowe punkty swoimi oddziałami. 
Pokonane oddziały majora Schweigera zostały zmuszone do wycofania się. Następnego dnia tartak w Tarnawatce dostał zamówienie na 103 trumny, stąd znane są przybliżone straty strony niemieckiej, liczba rannych jest nieznana. Z partyzantów poległ tylko jeden, który nie posłuchał rozkazu i wychylił się z lasu, a dwóch zostało rannych. Zostali oni przewiezieni do szpitala polowego we wsi Róża, gdzie kilka dni później jedna z okolicznych mieszkanek doniosła o tym fakcie Niemcom, którzy spacyfikowali wieś.

## Wynik bitwy
Bitwa okazała się totalnym zwycięstwem partyzantów. Niemcy po tej porażce na pół roku zaprzestali wysiedleń na Zamojszczyźnie. Major Schweiger w swoim raporcie użył nawet słowa „powstanie”, aby dokładniej określić rozmiary tej bitwy. Wspomniał o tym, że partyzanci – uzbrojeni chłopi i resztki rozbitych w 1939 roku polskich armii, byli dowodzeni i zorganizowani jednak na sposób wojskowy. Każdy miał sam dbać o swoją broń, zabezpieczać ją i ukrywać. Wszystkie zasługi dotyczące dobrej organizacji i znakomitego dowodzenia w czasie bitwy przypisuje „Grzmotowi” – w jakiś sposób Schweiger zdobył kopię rozkazu wydanego przez „Grzmota” do swojego oddziału, przypuszczał, że „Grzmot” pochodził z powiatu biłgorajskiego – w rzeczywistości Franciszek Bartłomowicz mieszkał w Tomaszowie Lubelskim.

## Uczestnicy
18 września 2020 roku zmarła ostatnia żyjąca polska uczestniczka bitwy – Sabina Słupska, ps. „Narcyz” (ur. 1925); od 1941 roku sanitariuszka Batalionów Chłopskich.